# Sharon Maas
Sharon Maas (sinh năm 1951) là một tiểu thuyết gia người Guyan, được giáo dục ở Anh, sống ở Ấn Độ, và sau đó ở Đức và ở Sussex, Vương quốc Anh. Cô cũng viết Con gái trồng mía

## Tiểu sử
Maas được sinh ra ở Georgetown, Guyana. Cô xuất thân từ một gia đình chính trị nổi tiếng của người gốc Hà Lan, Amerindian và Afro-Caribe. Mẹ cô là một trong những nhà nữ quyền, nhà hoạt động nhân quyền và người ủng hộ người tiêu dùng sớm nhất của Guyana; Cha cô là Thư ký báo chí cho nhà lãnh đạo phe đối lập Marxist và sau đó là Tổng thống Guyana, Tiến sĩ Cheddi Jagan.
Cô được giáo dục ở Guyana và Anh. Sau khi rời trường, cô làm phóng viên thực tập với Đồ họa Guyana ở Georgetown, Guyana. Sau đó, cô đã viết các bài báo cho tờ nhật báo Chủ nhật với tư cách là một nhà báo nhân viên.
Năm 1973, cô đi du lịch đến Ấn Độ qua Anh, Thổ Nhĩ Kỳ, Iran, Afghanistan và Pakistan. Sau hai năm ở Ấn Độ, cô chuyển đến Đức. Bây giờ cô chia thời gian giữa Anh và Đức với chồng và hai con.
Cô đã viết bốn cuốn tiểu thuyết: Trong thời đại hôn nhân, Con công nhảy múa, Bài phát biểu của các thiên thần Sự may mắn nhỏ của Dorothea Q và Con trai của các vị thần. Ba cuốn tiểu thuyết đầu tiên của cô tập trung chủ yếu vào kinh nghiệm sắp tới của nhân vật chính và đấu tranh để tìm ra bản sắc và vị trí độc nhất của riêng họ trong cuộc sống ("Bildungsroman"), và chủ yếu được đặt trong bối cảnh Ấn Độ và Guyan, mặc dù các quốc gia khác (đáng chú ý nhất là Vương quốc Anh và Đức) cũng nổi bật. Cuốn sách thứ tư của cô, Sons of Gods là một bản kể lại của Mahabharata. Năm 2014, cô ký hợp đồng với nhà xuất bản kỹ thuật số Bookouture của Anh, xuất bản lại Thời đại hôn nhân vào tháng 5 năm 2014 và một tác phẩm mới, The Fortune Fortune of Dorothea Q, vào tháng 1 năm 2015. Tác phẩm của cô đã được dịch sang tiếng Đức, Tây Ban Nha, Pháp, Đan Mạch và Ba Lan.

## Ấn phẩm
- Cuộc sống bí mật của Winnie Cox (2015) - tiểu thuyết
- Vận may nhỏ của Dorothea Q (2015) - tiểu thuyết
- Con trai của các vị thần -Mahabharata (2011) - tiểu thuyết
- Câu chuyện về sức mạnh (2005) - tiểu thuyết ngắn
- The Speech of Angels (2003) - tiểu thuyết
- Peacocks Dancing (2002) - tiểu thuyết
- Thời đại kết hôn (2000) - tiểu thuyết